# Jeremy Toljan
Jeremy Toljan, né le 8 août 1994 à Stuttgart en Allemagne, est un footballeur allemand. Il évolue au poste de défenseur au sein du club espagnol de Levante UD.
Il a la particularité de posséder trois nationalités : allemande, croate, et américaine.

## Biographie
Jeremy Toljan est né en Allemagne d'un père américain et d'une mère croate.

### Carrière en club
Jeremy Toljan commence sa carrière en 2009, avec les jeunes du VfB Stuttgart. Il sera ensuite transféré chez les jeunes du TSG Hoffenheim en 2011.
Il signe son premier contrat professionnel avec le TSG Hoffenheim en 2012.
Il quitta cinq ans plus tard le TSG Hoffenheim, en 2017, après 63 rencontres disputées et deux buts marqués, pour signer avec le  Borussia Dortmund.
Le 10 juillet 2019, Jeremy Toljan est prêté par le Borussia Dortmund à Sassuolo pour la saison 2019-2020, avec une option d'achat de cinq millions d'euros.

### Carrière en équipe nationale
Avec les moins de 17 ans, il participe au championnat d'Europe des moins de 17 ans en 2011. Lors de cette compétition organisée en Serbie, il ne joue que deux rencontres : la demi-finale gagnée face au Danemark, et la finale perdue face aux Pays-Bas.
Avec les espoirs, il se met en évidence lors des éliminatoires de l'Euro espoirs 2017, en délivrant un total de six passes décisives. Il inscrit son premier but avec les espoirs le 10 novembre 2016, en amical contre la Turquie. Il participe ensuite à la phase finale du championnat d'Europe espoirs organisé en Pologne. Lors de cette compétition, il est titulaire indiscutable et joue l'intégralité des matchs de son équipe. Il se met en évidence en délivrant trois passes décisives : la première en phase de poule contre le Danemark, puis une autre en demi-finale face à l'Angleterre, et enfin une dernière lors de la finale remportée face à l'Espagne.
Avec la sélection olympique, il participe aux Jeux olympiques d'été de 2016. Lors du tournoi olympique organisé au Brésil, il joue six matchs. Malgré une passe décisive délivré en finale contre le Brésil, les Allemands sont contraints de s'incliner après une séance de tirs au but.

## Statistiques
Le tableau ci-dessous récapitule les statistiques de Jeremy Toljan lors de sa carrière en club :
| Saison                | Club                  | Championnat           | Championnat | Championnat | Coupe(s) nationale(s) | Coupe(s) nationale(s) | Compétition(s) continentale(s) | Compétition(s) continentale(s) | Compétition(s) continentale(s) | Total | Total |
| Saison                | Club                  | Division              | M.          | B.          | M.                    | B.                    | Comp.                          | M.                             | B.                             | M.    | B.    |
| 2013-2014             | TSG Hoffenheim        | Bundesliga            | 10          | 0           | 1                     | 0                     | -                              | -                              | -                              | 11    | 0     |
| 2014-2015             | TSG Hoffenheim        | Bundesliga            | 6           | 0           | 2                     | 0                     | -                              | -                              | -                              | 8     | 0     |
| 2015-2016             | TSG Hoffenheim        | Bundesliga            | 18          | 1           | 1                     | 0                     | -                              | -                              | -                              | 19    | 1     |
| 2016-2017             | TSG Hoffenheim        | Bundesliga            | 20          | 1           | 1                     | 0                     | -                              | -                              | -                              | 21    | 1     |
| 2017-2018             | TSG Hoffenheim        | Bundesliga            | 2           | 0           | 1                     | 0                     | C1                             | 1                              | 0                              | 4     | 0     |
| Sous-total            | Sous-total            | Sous-total            | 56          | 2           | 6                     | 0                     | -                              | 1                              | 0                              | 63    | 2     |
| 2017-2018             | Borussia Dortmund     | Bundesliga            | 16          | 1           | 1                     | 0                     | C1+C3                          | 4+2                            | 0                              | 23    | 1     |
| Sous-total            | Sous-total            | Sous-total            | 16          | 1           | 1                     | 0                     | -                              | 6                              | 0                              | 23    | 1     |
| 2018-2019             | Celtic Glasgow (prêt) | Scottish Premiership  | 8           | 0           | 2                     | 0                     | C3                             | 2                              | 0                              | 12    | 0     |
| Sous-total            | Sous-total            | Sous-total            | 8           | 0           | 2                     | 0                     | -                              | 2                              | 0                              | 12    | 0     |
| Total sur la carrière | Total sur la carrière | Total sur la carrière | 80          | 3           | 9                     | 0                     | -                              | 9                              | 0                              | 98    | 3     |

## Palmarès

### En club
|  |  | Celtic FC - Scottish Premiership - Champion : 2019 - Coupe d'Écosse - Vainqueur : 2019 |  | US Sassuolo - Championnat d'Italie de Serie B - Champion : 2025 |

### En équipe nationale
|  |  | - Allemagne -17 ans - Finaliste du championnat d'Europe des moins de 17 ans en 2011 |  | - Allemagne olympique - Médaille d'argent aux Jeux olympiques de 2016 |  | - Allemagne espoirs - Vainqueur de l'Euro espoirs 2017 |